# Tournoi féminin d'Australie de rugby à sept
Ne doit pas être confondu avec Tournoi d'Australie de rugby à sept.
Le Tournoi féminin d'Australie de rugby à sept (en anglais : Australia Women's Sevens) est une compétition de rugby à sept, qui se déroule en Australie dans le cadre du World Rugby Women's Sevens Series.

## Histoire
Dans le cadre de la saison 2016-2017 (en) des Women's World Sevens Series, le calendrier des étapes est modifié. Alors que l'une des étapes disparaît, la compétition en accueille deux nouvelles, en Australie et au Japon. Ce changement fait suite au titre olympique décroché par l'équipe d'Australie féminine quelques semaines plus tôt. Par ailleurs, il est organisé de manière conjointe avec son équivalent masculin mis en place la saison précédente à l'Allianz Stadium de Sydney,.
En raison de la démolition imminente de l'Allianz Stadium, le Spotless Stadium voisin accueille la compétition en 2019.
L'accord avec le gouvernement de Nouvelle-Galles du Sud est reconduit à partir de 2020 pour trois nouvelles saisons. Le tournoi déménage alors au Bankwest Stadium dans la banlieue de Sydney, inauguré quelques mois plus tôt.
Alors que la fin de la saison 2019-2020 est interrompue par la pandémie de Covid-19, l'organisation de la saison 2020-2021 est par avance profondément modifiée : la tenue de l'étape australienne est entre autres abandonnée. Au calendrier de la saison 2022, étant donné les difficultés logistiques liées aux mesures sanitaires en vigueur en Australie, le traditionnel tournoi australien n'est toujours pas planifié, au profit de celui d'Espagne.

## Identité visuelle

Évolution du logo
Logo de l'édition 2017.
Logo de l'édition 2018.
Logo depuis l'édition 2019.

## Palmarès
| Date                  | Stade                    | Cup              | Cup     | Cup              | Challenge Trophy |
| Date                  | Stade                    | Vainqueur        | Score   | Finaliste        | Vainqueur        |
| --------------------- | ------------------------ | ---------------- | ------- | ---------------- | ---------------- |
| 3 au 4 février 2017   | Allianz Stadium, Sydney  | Canada           | 21 - 17 | États-Unis       | Brésil           |
| 26 au 28 février 2018 | Allianz Stadium, Sydney  | Australie        | 31 - 0  | Nouvelle-Zélande | Angleterre       |
| 1er au 3 février 2019 | Spotless Stadium, Sydney | Nouvelle-Zélande | 34 - 10 | Australie        | Fidji            |

| Date                  | Stade                        | Cup              | Cup    | Cup       | Cup        |
| Date                  | Stade                        | Vainqueur        | Score  | Finaliste | Troisième  |
| --------------------- | ---------------------------- | ---------------- | ------ | --------- | ---------- |
| 1er au 2 février 2020 | Bankwest Stadium, Parramatta | Nouvelle-Zélande | 33 - 7 | Canada    | Australie  |
| 27 au 29 janvier 2023 | Allianz Stadium, Sydney      | Nouvelle-Zélande | 35 - 0 | France    | États-Unis |

## Stades
Durant son histoire, le tournoi d'Australie a été organisé dans trois stades.   

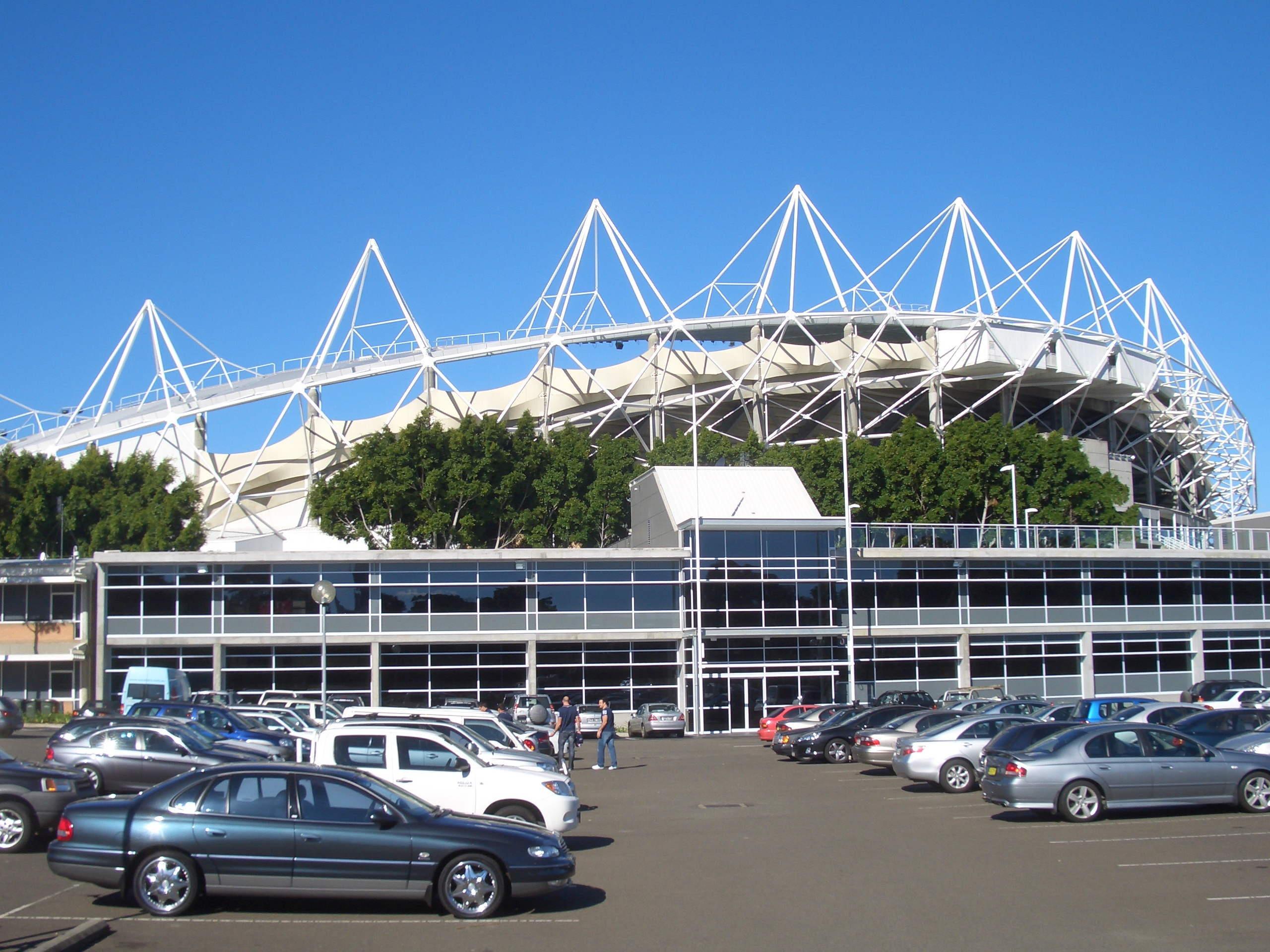
De 2017 à 2018 : Allianz Stadium de Sydney.
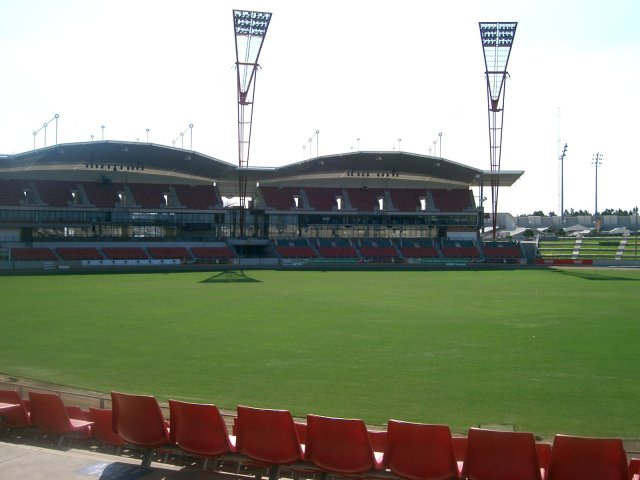
En 2019 : Spotless Stadium de Sydney.
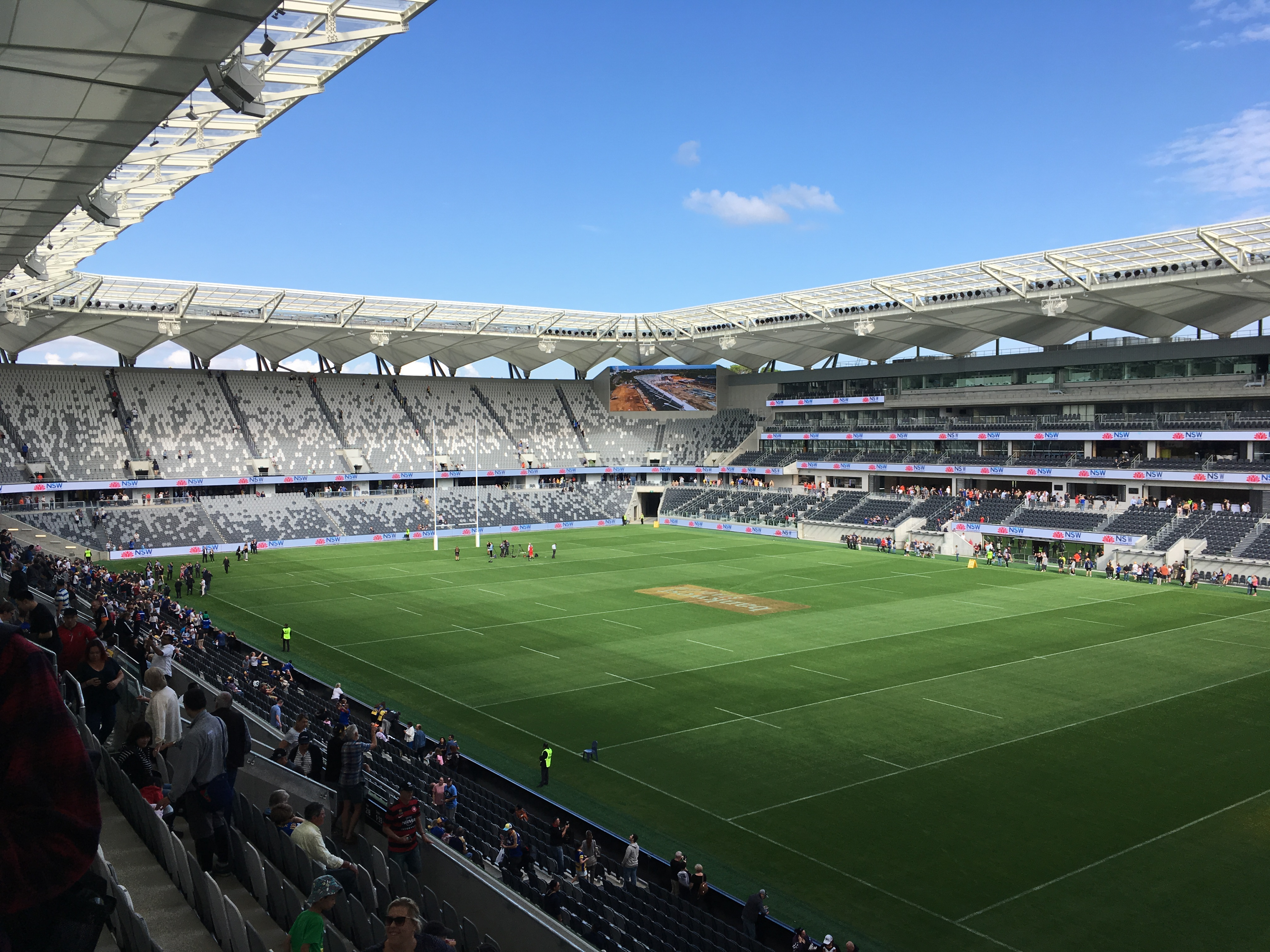
En 2020 : Bankwest Stadium de Parramatta.
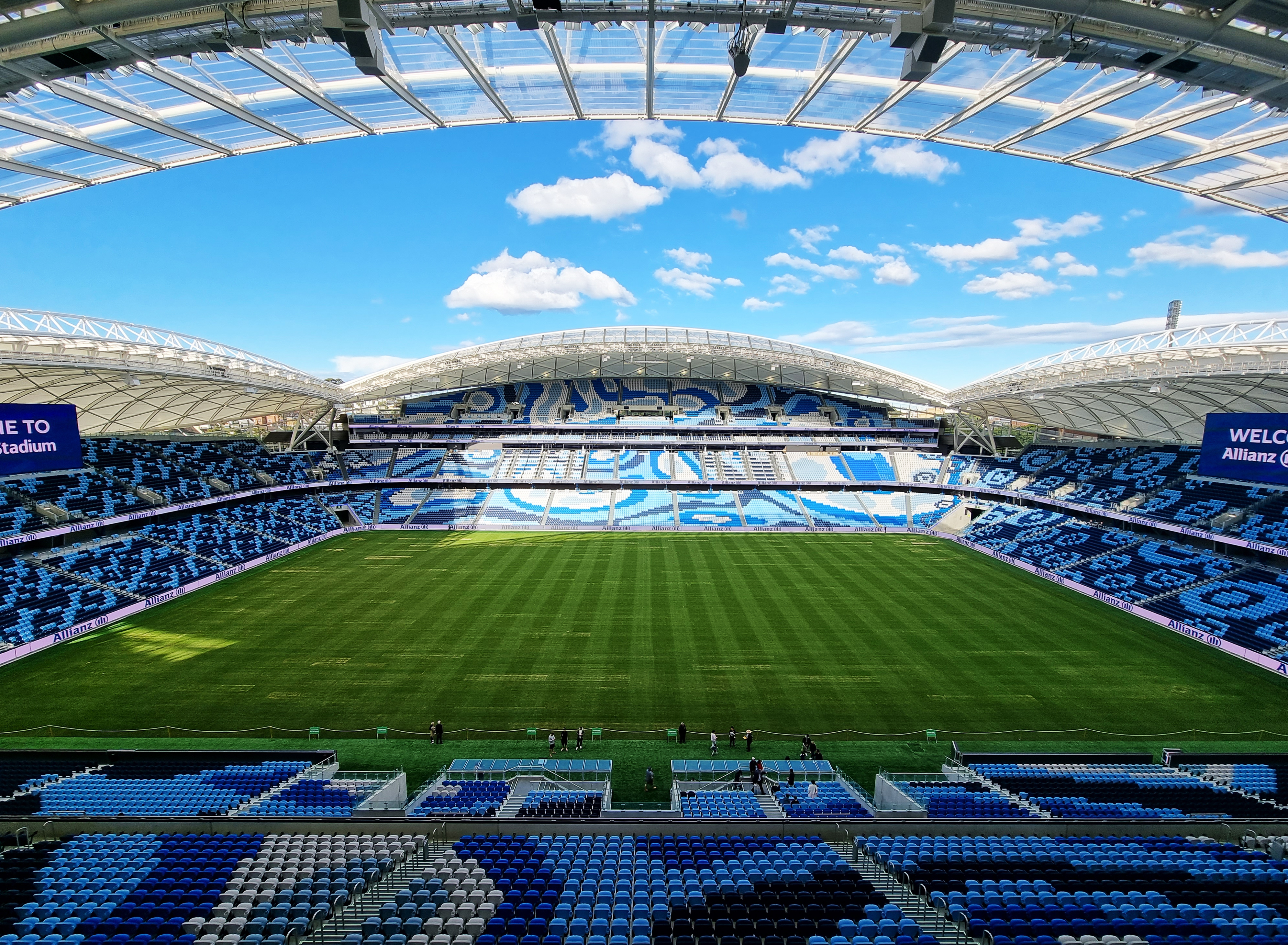
Depuis 2023 : Allianz Stadium de Sydney[Note 1].